# Chavanoz
Chavanoz és un municipi francès situat al departament de la Isèra i a la regió d'Alvèrnia-Roine-Alps. L'any 2007 tenia 4.127 habitants.

## Demografia

### Població
El 2007 la població de fet de Chavanoz era de 4.127 persones. Hi havia 1.423 famílies de les quals 297 eren unipersonals (123 homes vivint sols i 174 dones vivint soles), 359 parelles sense fills, 668 parelles amb fills i 99 famílies monoparentals amb fills.
La població ha evolucionat segons el següent gràfic:
Habitants censats

### Habitatges
El 2007 hi havia 1.521 habitatges, 1.447 eren l'habitatge principal de la família, 20 eren segones residències i 55 estaven desocupats. 1.087 eren cases i 431 eren apartaments. Dels 1.447 habitatges principals, 944 estaven ocupats pels seus propietaris, 481 estaven llogats i ocupats pels llogaters i 23 estaven cedits a títol gratuït; 5 tenien una cambra, 74 en tenien dues, 232 en tenien tres, 459 en tenien quatre i 676 en tenien cinc o més. 1.058 habitatges disposaven pel capbaix d'una plaça de pàrquing. A 599 habitatges hi havia un automòbil i a 709 n'hi havia dos o més.

### Piràmide de població
La piràmide de població per edats i sexe el 2009 era:
| Homes | Edats   | Dones |
| ----- | ------- | ----- |
| 0     | 95 o +  | 0     |
| 1     | 90 a 94 | 8     |
| 12    | 85 a 89 | 2     |
| 9     | 80 a 84 | 43    |
| 12    | 75 a 79 | 47    |
| 73    | 70 a 74 | 50    |
| 73    | 65 a 69 | 76    |
| 102   | 60 a 64 | 76    |
| 116   | 55 a 59 | 98    |
| 161   | 50 a 54 | 151   |
| 154   | 45 a 49 | 116   |
| 118   | 40 a 44 | 184   |
| 177   | 35 a 39 | 133   |
| 142   | 30 a 34 | 175   |
| 129   | 25 a 29 | 135   |
| 151   | 20 a 24 | 70    |
| 221   | 15 a 19 | 175   |
| 179   | 10 a 14 | 188   |
| 141   | 5 a 9   | 148   |
| 131   | 0 a 4   | 116   |

## Economia
El 2007 la població en edat de treballar era de 2.752 persones, 1.964 eren actives i 788 eren inactives. De les 1.964 persones actives 1.704 estaven ocupades (949 homes i 755 dones) i 261 estaven aturades (114 homes i 147 dones). De les 788 persones inactives 200 estaven jubilades, 304 estaven estudiant i 284 estaven classificades com a «altres inactius».

### Ingressos
El 2009 a Chavanoz hi havia 1.471 unitats fiscals que integraven 4.174,5 persones, la mediana anual d'ingressos fiscals per persona era de 17.722 €.

### Activitats econòmiques
Dels 121 establiments que hi havia el 2007, 2 eren d'empreses alimentàries, 1 d'una empresa de fabricació de material elèctric, 19 d'empreses de fabricació d'altres productes industrials, 26 d'empreses de construcció, 32 d'empreses de comerç i reparació d'automòbils, 6 d'empreses de transport, 6 d'empreses d'hostatgeria i restauració, 2 d'empreses d'informació i comunicació, 2 d'empreses financeres, 2 d'empreses immobiliàries, 8 d'empreses de serveis, 11 d'entitats de l'administració pública i 4 d'empreses classificades com a «altres activitats de serveis».
Dels 33 establiments de servei als particulars que hi havia el 2009, 1 era una oficina de correu, 4 tallers de reparació d'automòbils i de material agrícola, 7 paletes, 3 guixaires pintors, 5 fusteries, 5 lampisteries, 1 electricista, 3 perruqueries, 3 restaurants i 1 saló de bellesa.
Dels 7 establiments comercials que hi havia el 2009, 1 era una botiga de menys de 120 m², 2 fleques, 1 una carnisseria, 1 una botiga de roba, 1 una botiga d'electrodomèstics i 1 una floristeria.
L'any 2000 a Chavanoz hi havia 9 explotacions agrícoles.

## Equipaments sanitaris i escolars
L'únic equipament sanitari que hi havia el 2009 era una farmàcia.
El 2009 hi havia 3 escoles elementals.

## Poblacions més properes
El següent diagrama mostra les poblacions més properes.